# Virtua Fighter 3
Virtua Fighter 3 is een computerspel dat als arcadespel werd uitgebracht in 1996. Eind 1998 werd het geporteerd naar de Sega Dreamcast.

## Personages
Terugkerende personages in dit spel zijn: Akira Yuki, Pai Chan, Lau Chan, Wolf Hawkfield, Jeffry McWild, Kage-Maru, Sarah Bryant, Jacky Bryant, Shun Di, Lion Rafale en Dural.